# سنونو شاحب الزور
سنونو شاحب الزور او خطاف الصخور الشاحب اللون (الاسم العلمي: Hirundo obsoleta) أو (الاسم العلمي: Ptyonoprogne obsoleta) (بالإنجليزية: Pale Crag Martin)‏ هو طائر ينتمي إلى سنونو (فصيلة: Hirundinidae).